# تیه (ملکه)

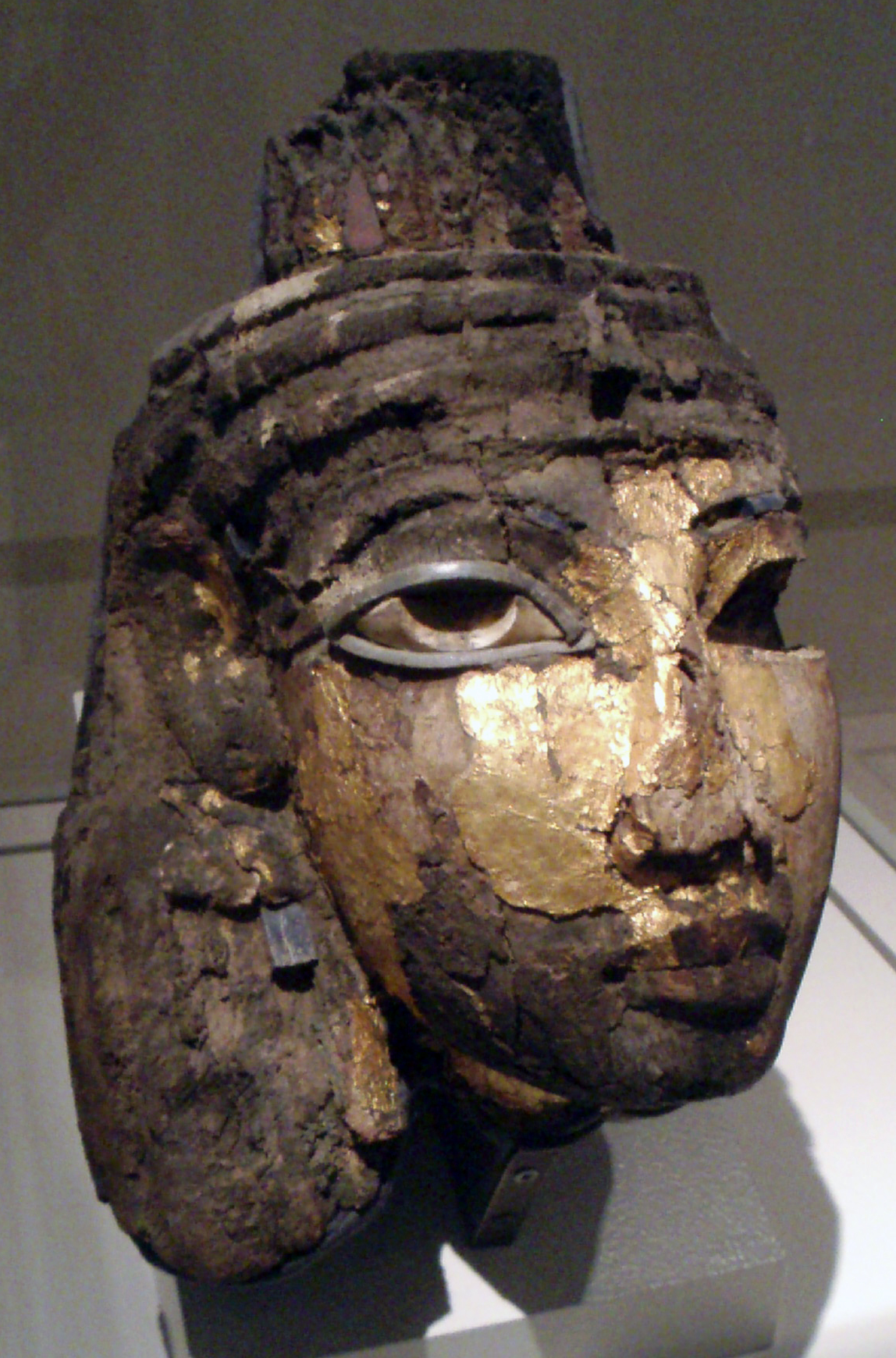
بازمانده ماسک ویژه خاکسپاری تیه؛ موزه مصری برلین

تیه‏ (۱۳۹۸-۱۳۳۸ (پیش از میلاد))‎ ملکه مصر باستان و سوگلی زنان فرعون  آمن حوتپ سوم و مادر خاندان عمارنه بود. پدر و مادر او یویا و تویا از بزرگان و دینسالاران مصر بالا و از شهر مین بودند.
برپایه داده‌های دردست او پیش از پادشاهی آمنهوتپ با وی پیمان زناشویی بست. تا ۱۳۸۵ (پیش از میلاد) که آمنهوتپ به پادشاهی رسید آنان شش فرزند داشتند که از میان آنان در آینده آخناتون به فرعونی رسید. آمنحوتپ توجه ویژه‌ای به تیه داشت و به نام او نیایشگاه‌هایی چند ساخت. همچنین یک کاخ و یک دریاچه مصنوعی برای همسرش فراهم نمود.
در ۱۸۹۸ ویکتور لوره در کنار مومیایی آمنهوتپ سوم مومیایی بانویی را یافت که گمان می‌رود از آن تیه باشد.